# Rafael Ledesma
Rafael Pompeo Rodrigues Ledesma (Porto Alegre, Brasil, 31 de diciembre de 1982) es un futbolista brasileño que juega como delantero y actualmente milita en el  FK Panevėžys.

## Clubes
| Club                       | País        | Año               |
| -------------------------- | ----------- | ----------------- |
| EC Juventude               | Brasil      | 2003 - 2004       |
| Flamengo (Préstamo)        | Brasil      | 2004              |
| Académica de Coimbra       | Portugal    | 2004 - 2005       |
| Estrela da Amadora         | Portugal    | 2005 - 2006       |
| Clube Atlético Mineiro     | Brasil      | 2006              |
| FBK Kaunas                 | Lituania    | 2006 - 2008       |
| FC Partizan Minsk          | Bielorrusia | 2009 - 2011       |
| FK Dinamo Minsk (Préstamo) | Bielorrusia | 2011              |
| FK Sūduva Marijampolė      | Lituania    | 2012 - 2013       |
| Ethnikos Achnas            | Chipre      | 2013 - 2014       |
| Birkirkara                 | Malta       | 2014 - Actualidad |

## Palmarés

### Títulos como jugador
| Título                       | Club       | Resultado |
| ---------------------------- | ---------- | --------- |
| A Lyga 2007                  | FBK Kaunas | Campeón   |
| Copa de Lituana 2007-2008    | FBK Kaunas | Campeón   |
| Liga Báltica 2008            | FBK Kaunas | Campeón   |
| Copa Maltesa 2014-2015       | Birkirkara | Campeón   |
| Supercopa de Malta 2014-2015 | Birkirkara | Campeón   |

- Datos: Q2324289